# Patera-festő
A Patera-festő körülbelül i. e. 340 és i. e. 320 között aktív  Dél-Itáliában, Apuliában alkotó görög vázafestő volt. Pontos születési és halálozási dátuma nem ismert és mivel nem szignálta alkotásait, neve sem maradt ránk.
Nevét a vázáin gyakran feltűnő hosszú nyelű pateráról (egyfajta áldozati csésze) kapta. A Dareiosz-festőnek, az apuliai vázafestészet legjelentősebb alkotójának kortársa volt. Munkásságára hatott a Baltimore-i festő is akinek korai munkái különösen közel állnak stílusához. A Baltimore-i festő székhelye majdnem biztosan Canosában volt, ahonnan neki és számos, a közelből származó munkatársának alkotásai ismertek. A Patera-festő Tarantóban kezdhette karrierjét, majd Ruvóba költözött ahol számos hozzá köthető kisebb méretű edényt tártak fel. Karrierje vége felé Canosában együtt is dolgozhatott a Baltimore-i festővel.
Termékeny alkotó volt és sokféle edénytípust díszített. Nagyobb méretű vázáira leggyakrabban temetési jeleneteket festett. Ezeken előoldalukon legtöbbször egy naiszkosz (kisméretű templom), hátoldalukon egy sztélé látható, bár ez utóbbit esetenként két felöltözött férfialakra cserélte. Egyikük általában egy edényt tart a kezében, ezt két vízszintes vonallal áthúzta, a négy sarkába pedig egy-egy nagy fekete foltot festett. A naiszkoszba általában egy alakot ábrázolt, egy nőt, egy fiatal férfit vagy egy harcost. Az építmény díszítése visszafogottabb mint ami például a Baltimore-i festő hasonló képein látható.
Ritkán festett mitológiai témájú képeket, ezek főleg amforákon vagy loutrophoroszokon láthatók, ahol Hadész, Perszephoné, Parisz, illetve Helené jelenik meg. Oszlop-kratérokon legtöbbször harcosokat jelenített meg helyi viseletben. A hátoldalakon ábrázolt fiatal férfiak ruházatát jellegzetes módon rajzolta meg, a széleket vastag hullámos vonallal jelezte, a köpenyek gyakran olyan gyűröttek, hogy egy V alaknak tűnnek a figurák felsőtestén. A gyűrődéseket erőteljes párhuzamos vonalakkal jelenítette meg. Az alakokat szerette mozgás közben ábrázolni hullámos drapériákkal. Az arcokra a szögletes állak jellemzőek, a nők melle körte alakú. Virág díszítőmotívumait pontosan rajzolta meg, esetenként hozzáadott színekkel, főleg a vörös különböző árnyalataival többszörös virágdíszítést is festett. A jelenetekbe időnként fehér és sárga festékkel fémedényeket és páncélrészeket is elhelyezett.
A Patera-festő köréhez számos vázafestő tartozott, munkáikon egyértelműen azonosítható a hatása és a Baltimore-i festővel való munkakapcsolata. Számos olyan edény is ismert amik elképzelhető, hogy az ő alkotásai. Az előoldalukon egy jelenet a hátoldalukon egy ahhoz hasonló női fej látható ami edényeinek (voluta-kratérek és amfórák) nyakán, illetve vállán jelenik meg. 
A Patera-festő együtt dolgozott a Ganümédész-festővel is, ezt hasonló stíluselemeik és témaválasztásuk bizonyítja, viszont a Ganümédész-festő ambiciózusabb alkotó volt, aki nagyobb formátumú kompozíciókat festett.